# 祐泉寺
祐泉寺（ゆうせんじ）は、岐阜県美濃加茂市太田本町にある臨済宗妙心寺派の寺院。山号は龍興山。美濃三十三観音二十七番、中濃八十八ヶ所霊場七十番。

## 歴史
文明6年（1474年）、加茂郡和知村出身で大仙寺を開山した東陽英朝（大道真源禅師）が、当地に涌泉庵という草庵を結んだことを始まりとする。
観音堂は、東陽英朝の夢枕に「木曽川の松ヶ瀬に沈む聖観音を探し揚げて祀られよ。木曽川の安全と火伏の守りとならん」とのお告げを受けて、村人が早瀬の水から引上げて堂宇を建立し、瀧場大悲閣と称し境内に祀ったという。
後に近隣で大火が起きた際、この観音像が祀ってある堂宇まで火が迫ると火勢が衰え鎮火したため、霊威ある観音像として滝場観音の異称がある。
永正年間（1504年～1521年）、開山を同じくする大仙寺の末寺となり、祐川庵と称してその寺領の管理を行った。
寛政5年（1628年）、徹禅が師の梅龍寺十世の廣雲玄博を勧請開山して、法地に改めて寺号を祐泉寺に改名した。
明治時代には梅龍寺の下を離れ、妙心寺の直末寺となった。
木曽川北岸の旧太田宿にある。中山道に北面しており、眼下には木曽川が流れ、周辺には旧小松屋吉田家住宅（登録有形文化財）、旧太田脇本陣林家住宅（重要文化財）、太田宿中山道会館などがある。

## 境内
寺は旧中山道に面し、塀沿いに、役行者・庚申・四国巡礼・播隆六字名号碑・孝心助一などの碑が並んでいる。
境内には、山門・本堂・庫裡・鐘楼・弘法堂がある。

### 北原白秋の歌碑
寺の入り口には北原白秋が飛騨・木曽の旅の途中で即吟した「細葉樫　秋雨ふれ里　うち見やる　石燈籠の　おお苔のいろ」の歌碑がある。

### 松尾芭蕉の句碑
庫裡の横には、林冬甫(中山道太田宿脇本陣三代目の林由興)が松尾芭蕉の追善して建立した句碑「春なりや　名もなき山の　朝かすみ」がある。

### 坪内逍遥の歌碑
鐘楼の近くには坪内逍遥の「椿の歌」の碑がある。逍遥は太田代官所の手代であった坪内平之進の三男として太田の役宅にて生まれた。
十二歳の時に名古屋へ移ったが、大正元年(1912年)と大正8年(1918年)に故郷の太田へ帰り、2首の詩を祐泉寺の龍山無庵に色紙にして贈った。
「やま椿さけるを見れば　いにしえの　幼きときを　神の代思ふ」という詩は、翌年書簡で、「椿の歌の(いにしへを)とあるのを(ふるさとを)と五文字お直し下され度候」と訂正の申し出があったが、碑は色紙のまま建てられている。

### 播隆上人の墓
稲荷堂の左には、槍ヶ岳を開いた播隆上人の墓と歌碑がある。
美濃へ来て加茂郡八百津町の三鉢洞、七宗町の東ヶ山、関市の迫間山、美濃市の片知山、各務原市の伊木山で修行を行った。晩年は可児市兼山の浄音寺に滞在して布教活動を行い、槍ヶ岳登山をしていたが、五回目の登山の時に病に倒れた。
天保11年（1840年）、太田宿の脇本陣の林市左衛門宅で生涯を閉じた。祐泉寺には墓と、「世の人の　恐れ憚る槍の穂も　やがて登らん　われ始めて」という歌碑と六字名号碑、林市左衛門の娘の柏厳尼が描いたとされる播隆の肖像画がある。

### 志賀重昂の墓
大正3年(1914年)、志賀重昂は加茂郡教育委員会に招かれて講演をした後に木曽川下りを楽しんだ。その時に太田から犬山までの木曽川中流域の風景を「日本ライン」と名付けた。
昭和2年(1927年)に没し、翌年に遺言により分骨されて祐泉寺に墓が作られた。
昭和10年(1935年)、イギリスとブラジルの両国から地理学協会の名誉会員としての功績を賞され、両国から方五寸角の記念石が贈られ、遺族の申し出により墓の台座の左右に嵌め込まれた。

### 西園寺公望の石標
西園寺公望の石標がある。

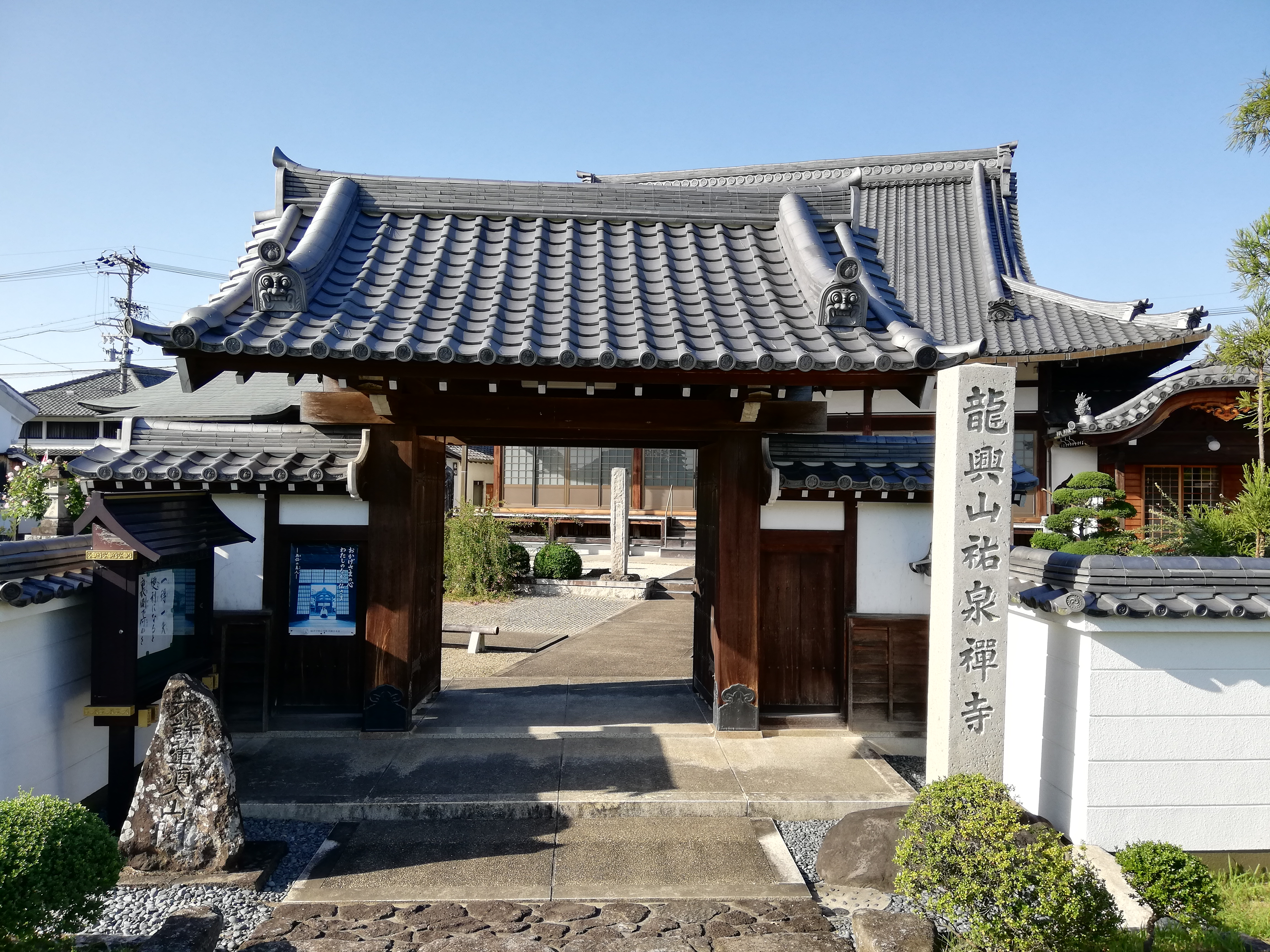
山門
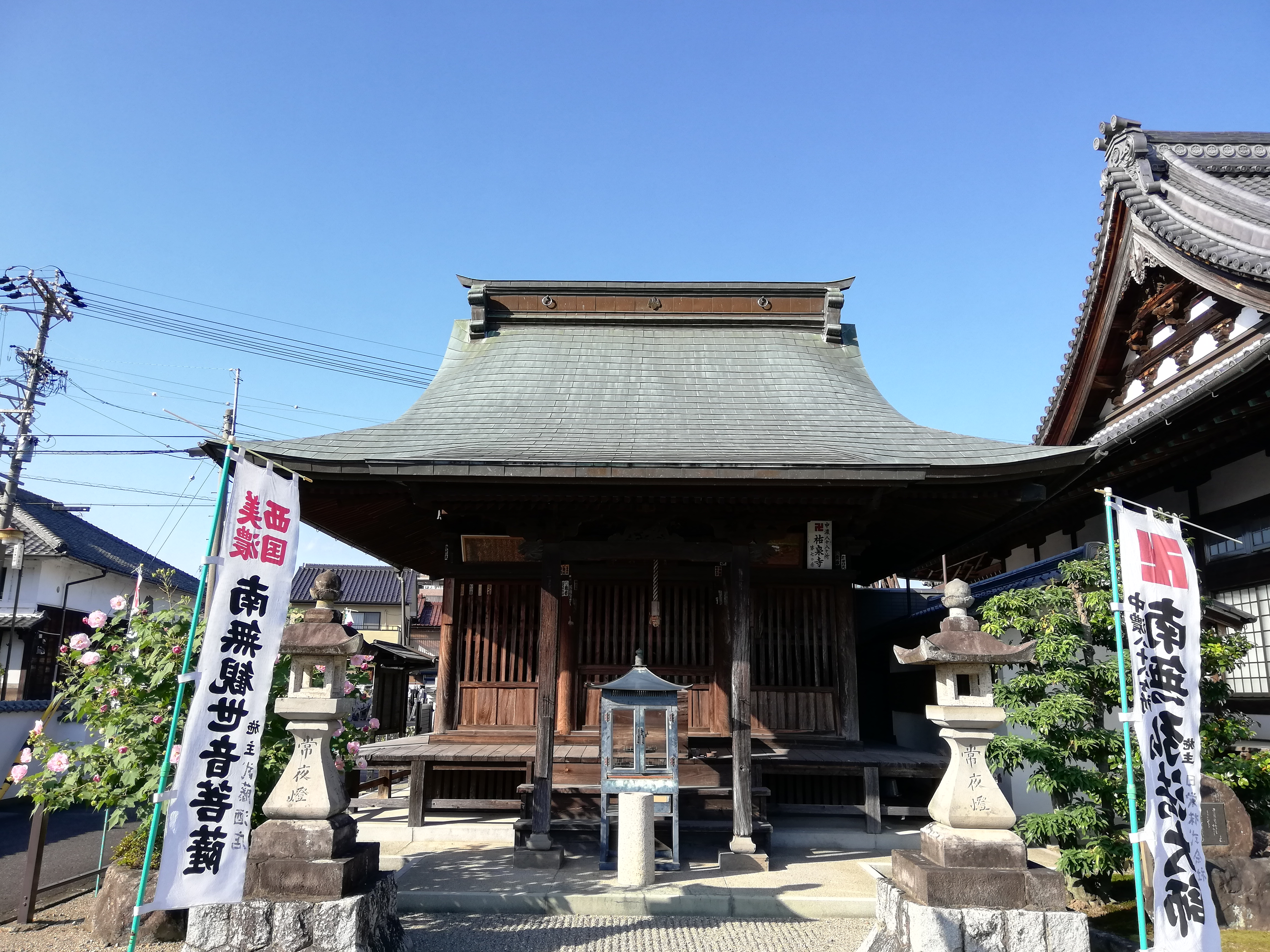
弘法堂
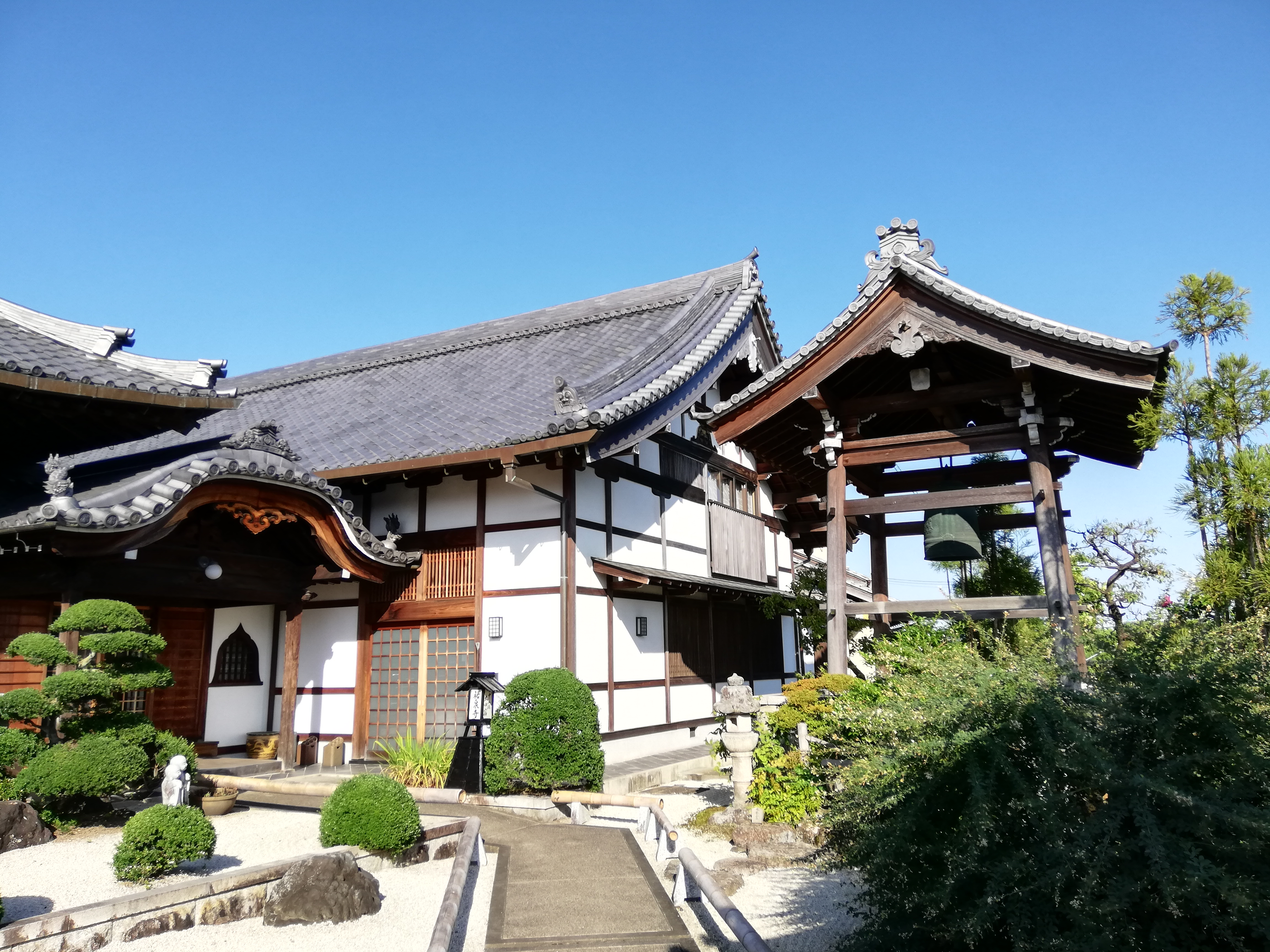
玄関・庫裏・鐘楼
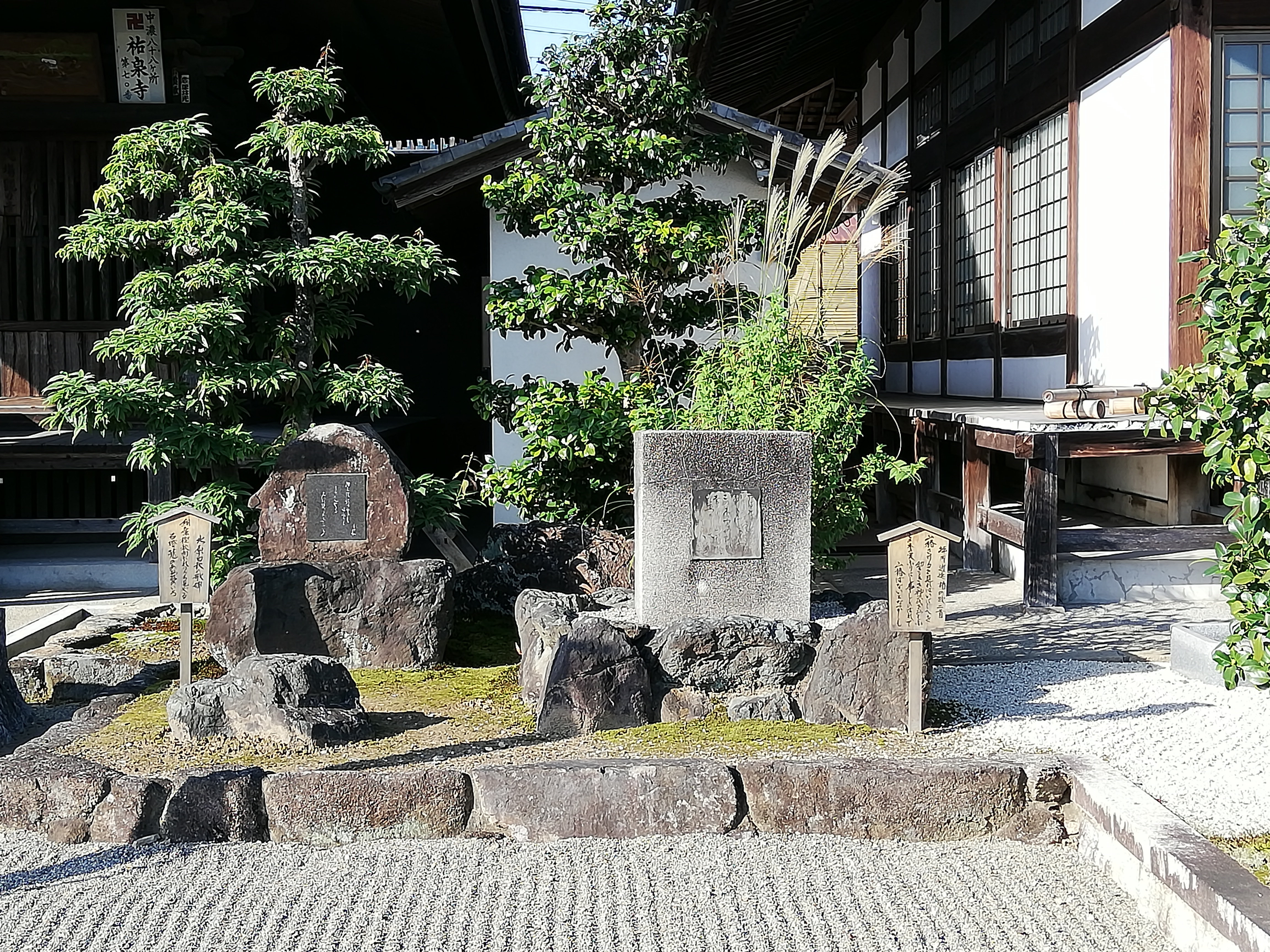
歌碑
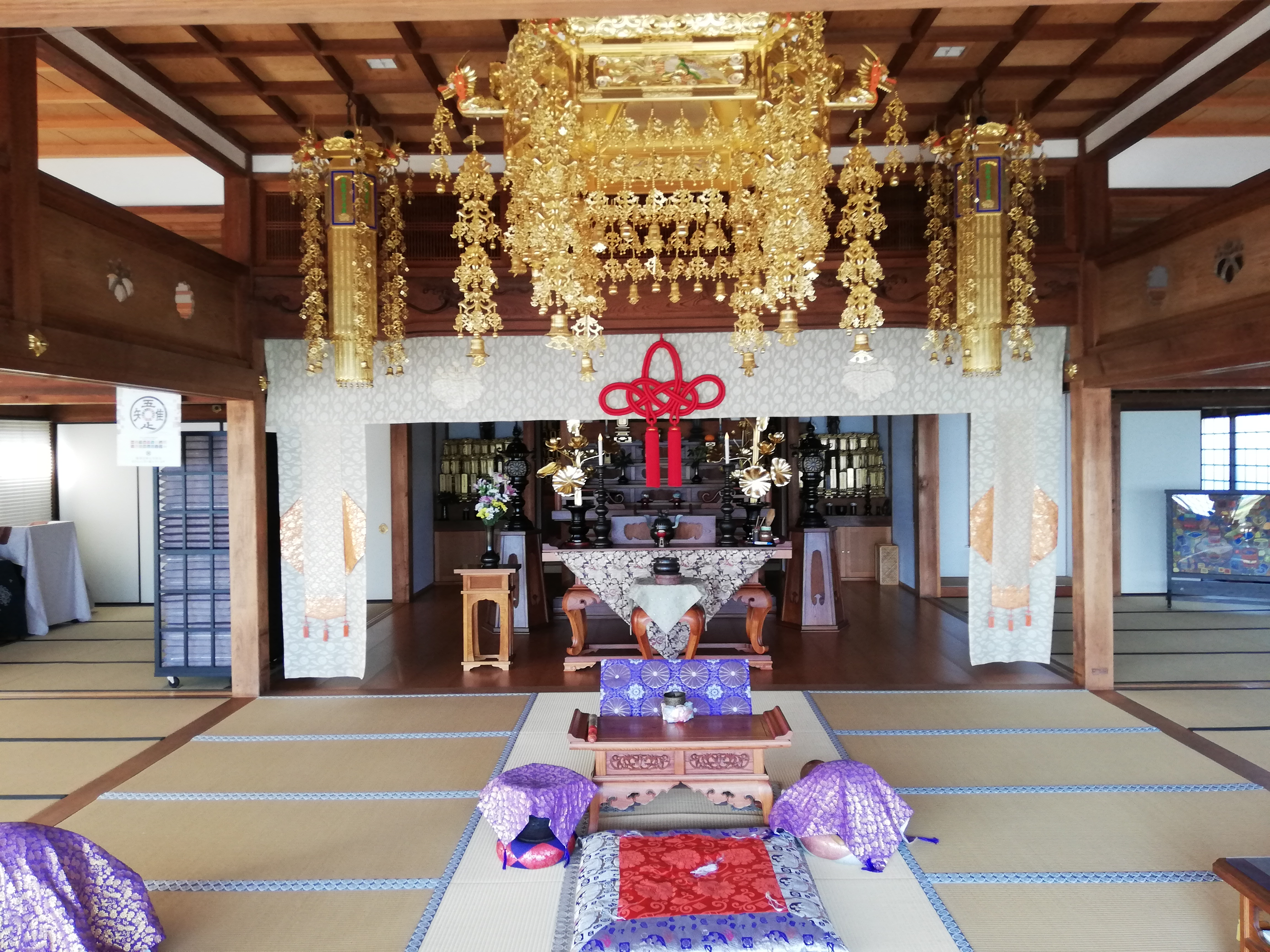
本堂の内部